# Bucyrus (Dakota du Nord)
Pour les articles homonymes, voir Bucyrus.
La ville de Bucyrus est située dans le comté d’Adams, dans l’État du Dakota du Nord, aux États-Unis. Sa population s’élevait à 27 habitants lors du recensement de 2010, estimée à 26 habitants en 2017.

## Histoire
La ville est fondée en 1907 sous le nom de Wolf Butte. La même année, elle est renommée Dolan mais, afin d’éviter toute confusion avec la ville de Doland dans le Dakota du Sud, elle est baptisée Bucyrus en 1908 en référence à la ville de Bucyrus, dans l’Ohio.

## Démographie
| Groupe            | Bucyrus | Dakota du Nord | États-Unis |
| ----------------- | ------- | -------------- | ---------- |
| Blancs            | 100     | 90,0           | 72,4       |
| Autres            | 0       | 10             | 23,8       |
| Total             | 100     | 100            | 100        |
|                   |         |                |            |
| Latino-Américains | 0       | 2,0            | 16,7       |

Selon l’American Community Survey, pour la période 2011-2015, 100 % de la population âgée de plus de 5 ans déclare parler l'anglais à la maison.
| 1920 | 1930 | 1940 | 1950 | 1960 | 1970 |
| ---- | ---- | ---- | ---- | ---- | ---- |
| 113  | 124  | 117  | 111  | 60   | 42   |

| 1980 | 1990 | 2000 | 2010 | - | - |
| ---- | ---- | ---- | ---- | - | - |
| 32   | 22   | 26   | 27   | - | - |

## Source
- (en) Cet article est partiellement ou en totalité issu de l’article de Wikipédia en anglais intitulé « Bucyrus, North Dakota » (voir la liste des auteurs).

1. ↑  (en) « Bucyrus (Adams County) », sur www.webfamilytree.com (consulté le 10 mars 2018).
2. ↑  (en) « Population and Housing Unit Estimates » (consulté le 12 décembre 2018)
3. ↑  (en) Bureau du recensement des États-Unis, « Census of Population and Housing » [archive du 26 avril 2015] (consulté le 21 janvier 2014)
4. ↑  (en) « Population Estimates »(Archive.org • Wikiwix • Archive.is • Google • Que faire ?), Bureau du recensement des États-Unis (consulté le 12 décembre 2018).
5. ↑  (en) « Population of North Dakota - Census 2010 and 2000 », sur censusviewer.com.
6. ↑  (en) « Bucyrus, ND Population - Census 2010 and 2000 », sur censusviewer.com.
7. ↑  (en) « Language spoken at home by ability to speak English for the population 5 years and over », sur factfinder.census.gov.
8. ↑  (en) « Statistiques des États-Unis - Dakota du nord - Profils des comtés de 2010 » (consulté en juin 2021)